# Jozef Krnáč
Jozef Krnáč (ur. 30 grudnia 1977 w Bratysławie) – słowacki judoka, srebrny medalista olimpijski, dwukrotny medalista mistrzostw Europy i dwukrotny medalista uniwersjady.
Na igrzyskach olimpijskich w Atenach zdobył srebrny medal w kategorii do 66 kilogramów. Na mistrzostwach Europy w 2001 w Paryżu zdobył brąz, a rok później w Mariborze srebro. Ponadto, dwukrotnie zdobył brązowy medal uniwersjady – w 1999 w Palma de Mallorca i 2003 roku w Czedżu.